# رحيم آباد (قلعة خواجة)
رحيم آباد (بالفارسية: رحیم‌آباد) هي منطقة سكنية تقع في إيران في قسم قلعة خواجة الريفي. يقدر عدد سكانها بـ 52 نسمة .